# Lotononis galpinii
Lotononis galpinii är en ärtväxtart som beskrevs av Dummer. Lotononis galpinii ingår i släktet Lotononis och familjen ärtväxter. Inga underarter finns listade i Catalogue of Life.

## Bildgalleri

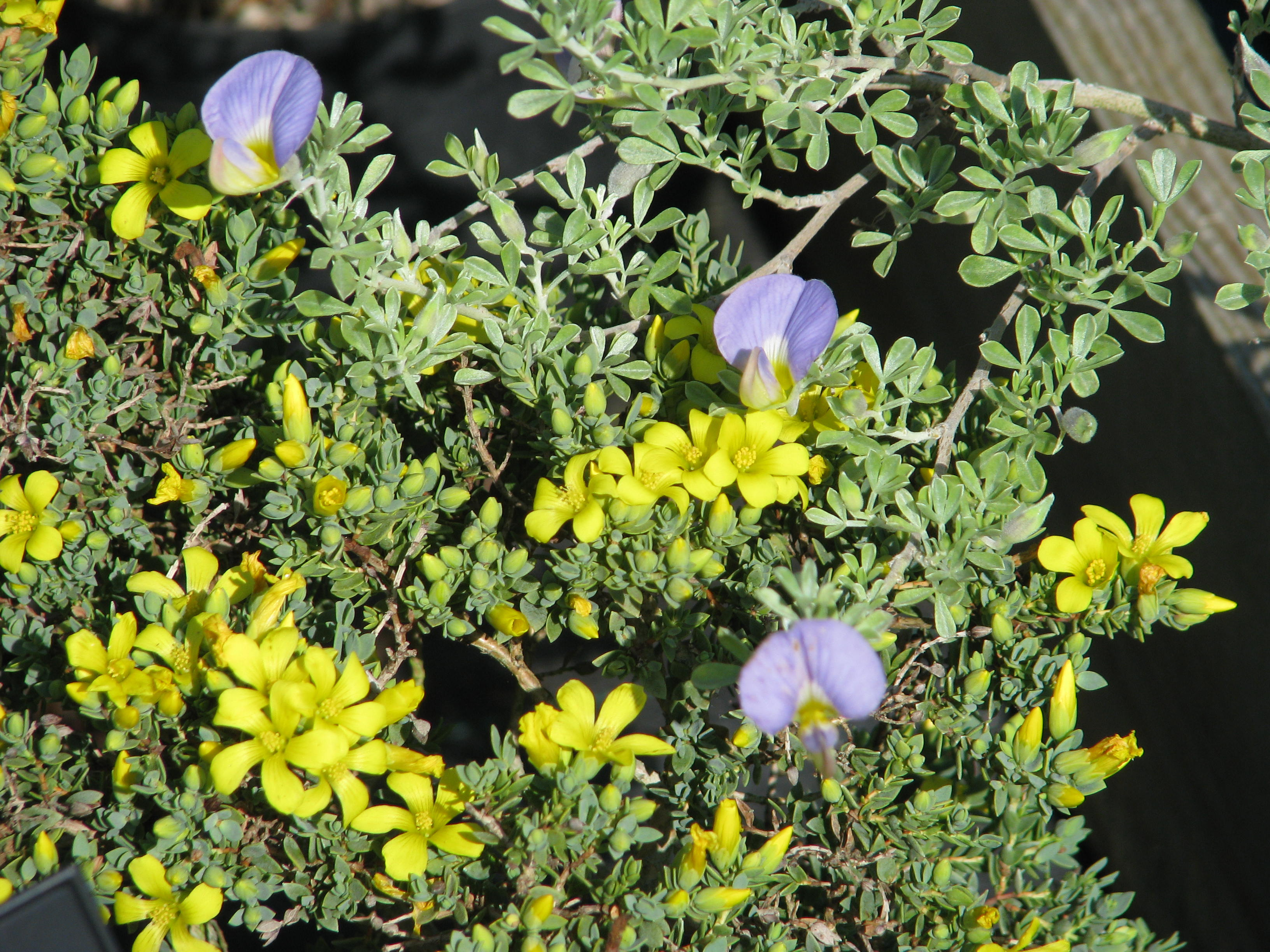